# Гусарка (станція)
Гусáрка — проміжна залізнична станція 5-го класу Запорізької дирекції Придніпровської залізниці на лінії Пологи — Комиш-Зоря між зупинними пунктами 295 км (1 км) та 300 км (6 км). Розташована у селі Воскресенка Пологівського району Запорізької області.

## Історія
Станція відкрита у 1913 році. 

## Пасажирське сполучення
На станції Гусарка зупиняються поїзди приміського сполучення:
| Рух приміських поїздів по станції Гусарка |                     |                          |
| №                                         | Маршрут сполучення  | Періодичність курсування |
| 6859                                      | Комиш-Зоря — Пологи | Щоденно                  |
| 6856                                      | Пологи — Комиш-Зоря | Щоденно                  |
| 6857                                      | Комиш-Зоря — Пологи | Щоденно                  |
| 6860                                      | Пологи — Комиш-Зоря | Щоденно                  |

Наприкінці лютого 2022 року, з початком широкомасштабного російського вторгнення в Україну, рух поїздів припинено.